# 霍普島 (喬治亞州)
霍普島（英語：Isle of Hope）是位於美國喬治亞州查塔姆縣的一個人口普查指定地區。

## 地理
霍普島的座標為31°59′00″N 81°03′20″W / 31.98333°N 81.05556°W，而該地最高點為海拔高度4米（即13英尺）。

## 人口
根據2010年美國人口普查的數據，霍普島的面積為5.90平方千米，當中陸地面積為4.70平方千米，而水域面積為1.20平方千米。當地共有人口2402人，而人口密度為每平方千米407人。